# Осмоловка (Минская область)
Осмоловка (бел. Асмолаўка) — деревня в Березинском районе Минской области Беларуси. Входит в состав Богушевичского сельсовета.

## География
Деревня находится в восточной части Минской области, на левом берегу реки Усы, при автодороге Р-67, на расстоянии приблизительно 18 километров (по прямой) к юго-западу от города Березино, административного центра района. Абсолютная высота — 152 метра над уровнем моря. Площадь населённого пункта — 0,4215 км².

## История
Известна с XVIII века. В 1897 году входила в состав Игуменского уезда Минской губернии, насчитывалось 60 дворов и 364 жителя. Действовали деревянная церковь, часовня, хлебозапасный магазин, кузница и корчма.
По состоянию на 1909 год, в Осмоловке имелось 70 дворов и проживало 408 человек. В административном отношении деревня входила в состав Якшицкой волости.
В начале 1920-х гг. было создано садово-агрономическое хозяйство, которое в 1930-х гг. было преобразовано в колхоз.
До 21 декабря 2007 года в составе Якшицкого сельсовета.

## Население
По данным переписи 2019 года, в деревне проживало 17 человек.
| Год  | Население, человек |
| ---- | ------------------ |
| 1800 | 100                |
| 1858 | ↗ 113              |
| 1897 | ↗ 364              |
| 1909 | ↗ 408              |
| 1917 | ↘ 384              |
| 1926 | ↗ 410              |
| 1960 | ↘ 354              |
| 2003 | ↘ 59               |
| 2008 | ↘ 38               |
| 2009 | ↘ 29               |
| 2019 | ↘ 17               |